# Петровский, Михал
Михал Петровский (бел. Міхал Пятроўскі, пол. Michał Piotrowski) (3 октября 1889, с. Прозороки Дисенского уезда (ныне Глубокский район) — 26 июля 1931, Винная) — белорусский хадековец, католический священник, сторонник белорусизации костёла в Беларуси.

## Биография

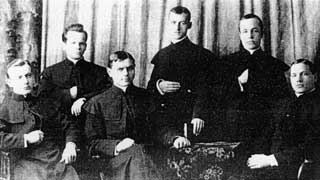
Члены белорусского кружка при Римско-католической духовной академии в Петербурге в начале 1917 года. Слева направо: Михал Пиотровский, Антон Матвейчик, Андрей Цикота, Антон Неманцевич, Карл Лупинович, Адам Станкевич.

Происходил из семьи горожан. Родители — Иосиф и Павлина (из рода Садовских). Начальное образование получил в семье, дома.
В 16 декабря 1904 г. сдал экзамен на аптекарского ученика при экзаменационной комиссии Московской учебного округа, что открывало перед ним путь в духовную семинарию. В мае 1905-го сдал экзамены в Виленскую католическую духовную семинарию, но через отсутствие свободных мест на обучение был принят только через год в октябре 1906 г. После её окончание продолжал студии в Митрополичьей духовной академии в Петербурге. Во время обучения там принимал участие в работе белорусского культурно-просветительского кружка.
Рукоположён во священника в 1912 году. Священническое служение начал в должности викария в приходе в Долгинове Вилейского деканата. С 1917 года служил в Шарковщине Дисненского деканата, где был администратором местного прихода. В марте 1919 года принимал участие в работе школьной комиссии польского епископата. Подал предложение и и инициировал создание «Хрысьціянскай хрэстаматыі для моладзі».
В 1917—1921 годах он был одним из организаторов христианско-демократического движения в Дисенском районе. Читал проповеди на белорусском языке. Был автором постановления съезда католического духовенства Дисенского уезда, принятого 6 августа 1918 года в городке Германовичи, в котором высказывалась необходимость использования в церкви белорусского языка и белорусского характера школьного обучения, культурная и общественная деятельность.
Был участником Белорусского съезда Виленщины и Гроднещины 9-11 июня 1919 года. На съезде вместе с православным священником М. Кушнёвым был избран в Центральную Белорусскую Раду Виленщины и Гроднещины.
Выступал за белорусизацию национально-религиозной жизни в Западной Беларуси. Обращался к верующим с белорусскими корнями. Широко использовал родной язык на занятиях по религии и при катехизации. По воспоминаниям отца Виталиса Хамёнка, летом 1920 года, когда он проводил свои каникулы в приходе в Борунах, где настоятелем был кс. Михаил Петровский с приходом большевиков он вместе с другим семинаристом Казимиром Смулька и священником Михаилом Петровским был арестован и посажен в тюрьму в Лиде.
В 1921 году кс. Михаил Петровский был арестован и заключён под стражу в тюрьму на Лукишках в Вильнюсе.
В 1922 г., работая священником в Борунах, был арестован польскими властями. После освобождения служил в Долгинове, но активного участия в белорусской общественно-политической деятельности больше не принимал. Он не читал проповеди на белорусском языке.
В 1925 году был обвинён в «белорусской агитации» среди жителей римско-католического прихода Долгиново и переведён на службу на Подляшье.
Умер в Винном, похоронен на местном кладбище.